# Осипчук Наталія Вікторівна
Наталія Осипчук (нар. 14 вересня 1969, Київ) — українська письменниця, прозаїк, публіцист, драматург. Член Національної Спілки письменників України. Член Національної Спілки журналістів України.

## Біографія
Наталія Осипчук народилася 14 вересня 1969 року у Києві. Почала публікуватися у шкільному віці. Під час навчання у Київському Національному університеті імені Тараса Шевченка  працювала кореспондентом газети «Молода гвардія», висвітлювала питання освіти науки, культури. 
Працювала у прес-службі Міністерства освіти і науки України. За цикл публікацій на тему освіти і виховання стала лауреатом журналістського конкурсу НСЖУ імені Петра Ігнатенка (2000).

## Журналістська діяльність
Автор численних публікацій на теми освіти і науки, виховання і культури в українських та закордонних ЗМІ: «Демократична Україна», «Кримська світлиця», «Культура і життя», «Наше життя», «Освіта», «Свобода», «Україна молода», «Українська літературна газета». 
Публікації про жінок-сучасниць увійшли до збірки найкращих журналістських робіт «Українська мадонна» (Київ: Птах, 2005).

Брала участь у зустрічі зі школярами. 

## Нагороди
Наталя Осипчук — лауреат багатьох літературних премій:
- Міжнародного літературного конкурсу «Гранослов»
- Міжнародної літературної премії імені Богдана Нестора Лепкого
- Всеукраїнського творчого конкурсу «Українська мадонна»
- II та IV Всеукраїнського конкурсу сучасної радіоп'єси «Відродимо забутий жанр»
- Всеукраїнської премії імені М.Чабанівського
- премії Літературно-наукового конкурсу Воляників-Швабінських при Фундації Українського Вільного Університету
- Літературної премії імені Василя Юхимовича.
- Лауреатка літературного конкурсу серед письменників "Українська революція 1917-1921 років".

### Твори, надруковані у збірках та альманахах
- Як ще були ми козаками: Повість.//Альманах сучасної української літератури «Нова проза», том 11, 2008.
- Моя маленька незалежність: Новела.// Євромайдан: Хронка в новелах. — Брустурів: Дискурсус, 2014.
- Дід Степан: Повість.// Збірка прозових творів «Лісові хлопці»: Брустурів: Дискурсус, 2016.

## Вибрана критика
- Вакуленко В. Книги, наповнені самим життям//«Черкаський край»". — 12 жовтня 2012. — № 79.
- Вербиченко В. Відчути себе дорослим і повернутися на планету дитинства(про фантастичну повість Наталії Осипчук «Ваш вихід, Дарино Романівно!»)//Всеукраїнський громадсько-політичний тижневик «Освіта». — 11-18 вересня 2013. — № 40.
- Іваненко О. Світ пригод, або нас чекають у Щасливому // Кримська світлиця". -16 червня 2017. — № 24.
- Степаненко П. Осінь тривоги і надії // Кримська світлиця. — 13 червня 2014. — № 24.